# Наджия
На́джия (араб. ناجية‎ —  спасшаяся‎) — в исламе — мусульманская община, исповедующая истинную веру.
Согласно хадису пророка Мухаммада, его община распадется на 73 общины, 72 из которых попадут в ад, и только одна группа, придерживающаяся того, чего придерживался Мухаммад и его сподвижники, и попадет в рай. Эта группа носит название ахлю с-сунна ва-ль-джамаа («люди сунны и единой общины»). Мусульманские богословы идентифицировали эту категорию верующих с суннитами.

Ауф бин Малик передает, что посланник Аллаха, мир ему и благословение Аллаха, сказал: «Иудеи разделились на 71 группу. Одна в раю, 70 в аду. Христиане же разделились на 72 группы. Одна в раю, 71 в аду. Клянусь Аллахом, в чьей руке находится душа Мухаммада, моя умма разделится на 73 группы. Одна группа в раю, 72 в аду». Спросили: «О посланник Аллаха, кто они». Ответил: «Джамаат».— Сборник хадисов Ибн Маджа